# Eros (patriarcha Antiochii)
Eros – 5. patriarcha Antiochii; sprawował urząd w latach 154–169.